# Потрост кубинський
Потро́ст кубинський (Phonipara canora) — вид горобцеподібних птахів родини саякових (Thraupidae). Ендемік Куби. Це єдиний представник монотипового роду Кубинський потрост (Phonipara). Раніше кубанського потроста відносили до роду Потрост (Tiaris), однак за результатами низки молекулярно-генетичних досліджень, він був переведений до відновленого роду Phonipara.

## Опис
Довжина птаха становить 10-11 см. Виду притаманний статевий диморфізм. У самців верхня частина тіла оливково-зелена, тім'я сіре, на обличчі чорна "маска", окаймлена широким жовтим "коміром", який іде від лоба до грудей. На грудях велика чорна пляма, живіт бурувато-сірий. Очі темно-карі, дзьоб чорний, лапи чорні. У самиць "комір" менший, забарвлення загалом менш яскраве, тьмяно-жовте, "маска" і пляма на грудях мають сірувате забарвлення, лапи світло-червонувато-коричневі. Забарвлення молодих птахів подібне до забарвлення самиць, однаще ще більш тьмяне.

## Поширення і екологія
Кубинські потрости мешкають на Кубі, а також були інтродуковані на Багами та на острови Теркс і Кайкос. Вони живуть у вологих тропічних лісах і на узліссях, в сухих і вологих чагарникових заростях та на полях. Зустрічаються невеликими сімейними зграйками. Живляться насінням, дрібними плодами і комахами. Розмножуються протягом всього року, утворюють тісні моногамні зв'язки, під час гніздування демонструють територіальну поведінку. Гніздо відносно велике, кулеподібне з бічним входом, робиться з сухої трави. рослинних волокон і корінців, всередини встелюється м'яким рослинним матеріалом. В кладці 2-3 білуватих, з легким блакитнувато-зеленим відтінком яйця, розмірно 16×12 см, поцяткованих коричневими і пурпуровими плямками.